# Ophion (Vater des Amykos)
Ophion (altgriechisch Ὀφίων Ophíōn) ist eine Gestalt der griechischen Mythologie.
Der Dichter Ovid nennt den Kentauren Amykos einen Ophioniden, also einen Nachkommen des Ophion. Unklar ist, ob er mit dem Giganten Ophion identisch ist und in welchem Verhältnis er zu dem in einigen Überlieferungssträngen auftauchenden ersten Weltherrscher namens Ophion oder Ophioneus steht, dessen Kinder ebenfalls als Ophioniden bekannt sind.